# Melodifestivalen 2008
Melodifestivalen 2008 – 47. edycja szwedzkich preselekcji do Konkursu Piosenki Eurowizji 2008. Półfinały odbyły się kolejno: 9, 16, 23 lutego oraz 1 marca, druga szansa 8 marca, a finał 15 marca. Podczas półfinałów o wynikach decydowali widzowie za pomocą głosowania telefonicznego, natomiast reprezentanta wybrali w połowie widzowie oraz jury.
Preselekcje wygrała Charlotte Perrelli z piosenką „Hero”, zdobywając w sumie 224 punkty w finale.

## Format

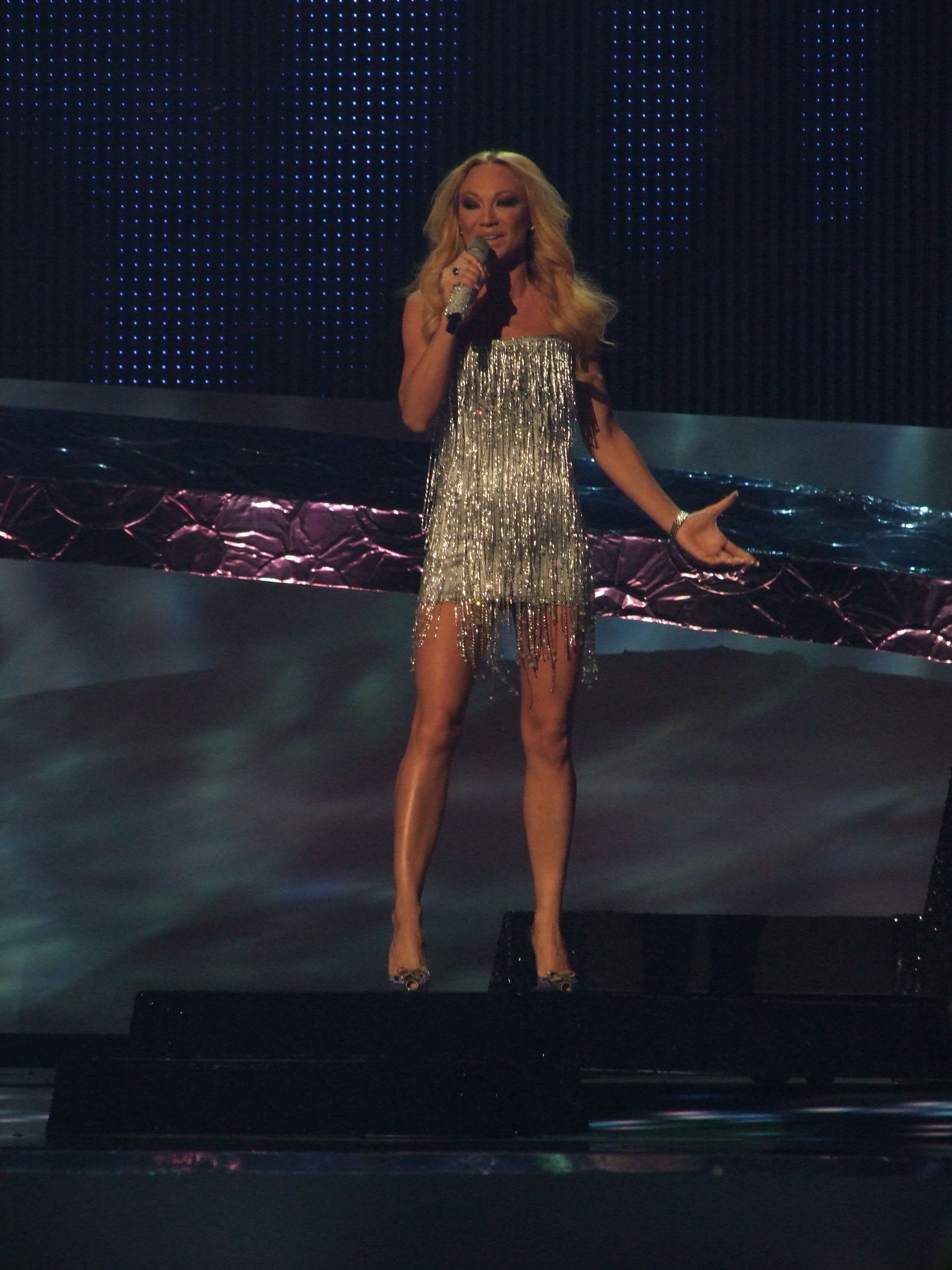
Zwyciężczyni Melodifestivalen 2008, Charlotte Perrelli podczas występu w finale Konkursu Piosenki Eurowizji 2008 w Belgradzie

Trzydziestu dwóch uczestników podzielono na cztery ośmioosobowe półfinały. Z każdego półfinału dwójka najlepszych uczestników otrzymała automatyczny awans do finału. Laureaci trzeciego oraz czwartego miejsca półfinałów zakwalifikowali się zaś do dogrywki – drugiej szansy, z którego kolejna dwójka zakwalifikowała się do wielkiego finału.

### Harmonogram
Tradycyjnie każdy etap odbywał się w innym szwedzkim mieście, a finał niezmiennie został zorganizowany w Sztokholmie.
| Data      | Miasto     | Miejsce        | Etap                         |
| --------- | ---------- | -------------- | ---------------------------- |
| 9 lutego  | Göteborg   | Scandinavium   | Półfinał 1                   |
| 16 lutego | Västerås   | ABB Arena Nord | Półfinał 2                   |
| 23 lutego | Linköping  | Cloetta Center | Półfinał 3                   |
| 1 marca   | Karlskrona | Telenor Arena  | Półfinał 4                   |
| 8 marca   | Kiruna     | Arena Arctica  | Druga szansa (Andra chansen) |
| 15 marca  | Sztokholm  | Globen         | Finał                        |

## Półfinały

### Półfinał 1
Pierwszy półfinał odbył się 9 lutego 2008 w Scandinavium w Göteborgu. Spośród ośmiu uczestników bezpośrednio do finału awansowali: Amy Diamond z piosenką „Thank You” oraz Christer Sjögren z utworem „I Love Europe”, a E-Type i The Poodles oraz Suzzie Tapper ze swoimi kompozycjami trafili do dogrywki – drugiej szansy.
| L.p. | Artysta              | Piosenka              | Tekst (t) / Muzyka (m) | Liczba głosów | Liczba głosów | Miejsce | Rezultat          |
| L.p. | Artysta              | Piosenka              | Tekst (t) / Muzyka (m) | Runda 1       | Runda 2       | Miejsce | Rezultat          |
| ---- | -------------------- | --------------------- | --- | ------------- | ------------- | ------- | ----------------- |
| 1    | E-Type i The Poodles | „Line of Fire”        | Martin Eriksson (t/m), Jakob Samuelsson (t/m)                                                                                       | 46 333        | 56 105        | 3       | Druga szansa      |
| 2    | Face-84              | „Alla gamla x”        | Wille Crafoord (t), Lars „Dille” Diedricson (m), Martin Hedström (m)                                                                | 13 626        | –             | 8       | Odpadli           |
| 3    | Velvet               | „Déjà vu”             | Niclas Molinder (t/m), Joacim Persson (t/m), Pelle Ankarberg (t/m), Niko Valsamidis (t/m), Fredrik Larsson (t/m), David Jassy (t/m) | 25 451        | 31 047        | 5       | Odpadła           |
| 4    | Brandur              | „Lullaby”             | Kristian Lagerström (t), Henrik Wikström (m)                                                                                        | 18 727        | –             | 7       | Odpadł            |
| 5    | Michael Michailoff   | „That’s Love”         | Michael Michailoff (t/m), Joakim Övrenius (t/m), Patric Jonsson (t/m)                                                               | 23 198        | –             | 6       | Odpadł            |
| 6    | Amy Diamond          | „Thank You”           | Sandra Nordström (t/m), Mathias Venge (t/m), Peter Wennerberg (t/m)                                                                 | 79 075        | 96 508        | 1       | Dzika karta Finał |
| 7    | Suzzie Tapper        | „Visst finns mirakel” | Suzzie Tapper (t), Amir Aly (m), Maciel Numhauser (m), Robin Abrahamsson (m), Bobby Ljunggren (m)                                   | 24 469        | 32 130        | 4       | Druga szansa      |
| 8    | Christer Sjögren     | „I Love Europe”       | Ingela „Pling” Forsman (t), Torgny Söderberg (m), Magnus Johansson (m)                                                              | 71 396        | 81 471        | 2       | Finał             |

Legenda:
     Uczestnicy, którzy awansowali do finału
     Uczestnicy, którzy trafili do drugiej szansy

### Półfinał 2
Drugi półfinał odbył się 16 lutego 2008 w ABB Arena Nord w Västerås. Spośród ośmiu uczestników bezpośrednio do finału awansowali: Sanna Nielsen z piosenką „Empty Room” oraz Rongedal z utworem „Just a Minute”, a Johnson i Häggkvist oraz Ola ze swoimi kompozycjami trafili do dogrywki – drugiej szansy.
| L.p. | Artysta             | Piosenka                          | Tekst (t) / Muzyka (m) | Liczba głosów | Liczba głosów | Miejsce | Rezultat                 |
| L.p. | Artysta             | Piosenka                          | Tekst (t) / Muzyka (m) | Runda 1       | Runda 2       | Miejsce | Rezultat                 |
| ---- | ------------------- | --------------------------------- | --- | ------------- | ------------- | ------- | ------------------------ |
| 1    | Ola                 | „Love in Stereo”                  | Tony Nilsson (t/m), Mirja Breitholtz (t/m)                                                                                             | 39 972        | 52 615        | 4       | Druga szansa             |
| 2    | Lasse Lindh         | „Du behöver aldrig mer vara rädd” | Lasse Lindh (t/m) | 15 396        | –             | 6       | Odpadł                   |
| 3    | The Nicole          | „Razborka”                        | Nicole Fuentes (t/m), Tord Bäckström (t/m), Stefan Åberg (t/m)                                                                         | 6 121         | –             | 8       | Odpadła                  |
| 4    | Alexander Schöld    | „Den första svalan”               | Ingela „Pling” Forsman (t), Fredrik Thomander (m), Anders Wikström (m)                                                                 | 13 352        | –             | 7       | Odpadł                   |
| 5    | Rongedal            | „Just a Minute”                   | Magnus Rongedal (t/m), Henrik Rongedal (t/m), Amir Aly (m), Henrik Wikström (m)                                                        | 68 121        | 94 101        | 2       | Finał                    |
| 6    | Sanna Nielsen       | „Empty Room”                      | Bobby Ljunggren (t/m), Aleena Gibson (t/m)                                                                                             | 102 390       | 126 356       | 1       | Finał                    |
| 7    | Andra generationen  | „Kebabpizza Slivovitza”           | Vlatko Ancevski (t/m), Vlatko Gicarevski (t/m), Mats Nilsson (t/m), Stevan Tomulevski (t/m), Teddy Paunkoski (t/m), Otis Sandsjö (t/m) | 33 011        | 43 509        | 5       | Odpadła                  |
| 8    | Johnson i Häggkvist | „One Love”                        | Carola Häggkvist (t/m), Andreas Johnson (t/m), Peter Kvint (t/m)                                                                       | 77 778        | 79 106        | 3       | Dzika karta Druga szansa |

Legenda:
     Uczestnicy, którzy awansowali do finału
     Uczestnicy, którzy trafili do drugiej szansy

### Półfinał 3
Trzeci półfinał odbył się 23 lutego 2008 w Cloetta Center w Linköping. Spośród ośmiu uczestników bezpośrednio do finału awansowali: BWO z piosenką „Lay Your Love on Me” oraz Frida i Headline z utworem „Upp o hoppa”, a Caracola i Thérèse Andersson ze swoimi kompozycjami trafili do dogrywki – drugiej szansy.
| L.p. | Artysta                  | Piosenka                 | Tekst (t) / Muzyka (m)                                                                   | Liczba głosów | Liczba głosów | Miejsce | Rezultat            |
| L.p. | Artysta                  | Piosenka                 | Tekst (t) / Muzyka (m)                                                                   | Runda 1       | Runda 2       | Miejsce | Rezultat            |
| ---- | ------------------------ | ------------------------ | ---------------------------------------------------------------------------------------- | ------------- | ------------- | ------- | ------------------- |
| 1    | BWO                      | „Lay Your Love on Me”    | Alexander Bard (t/m), Anders Hansson (t/m), Bobby Ljunggren (t/m), Henrik Wikström (t/m) | 58 136        | 82 381        | 1       | Finał               |
| 2    | Mickey Huskić            | „Izdajice”               | Mickey Huskic (t/m)                                                                      | 11 721        | –             | 7       | Odpadł              |
| 3    | Frida feat. Headline     | „Upp o hoppa”            | Sam Persson (t), Anderz Wrethov (t/m), Frida Muranius (t/m)                              | 27 675        | 40 852        | 2       | Finał               |
| 4    | Thérèse Andersson        | „When You Need Me”       | Malin Eriksson (t), Jonas Sjöström (t), Pontus Hagberg (t/m)                             | 25 034        | 33 849        | 4       | Druga szansa        |
| 5    | Patrik Isaksson i Bandet | „Under mitt tunna skinn” | Patrik Isaksson (t/m)                                                                    | 26 056        | 33 808        | 5       | Odpadli             |
| 6    | Caracola                 | „Smiling in Love”        | Mattias Olsson (t), Angelica „Aja” Thelin (t), Magnus Lanner (t), Henrik Bie (m)         | 31 652        | 35 491        | 3       | Druga szansa        |
| 7    | Ainbusk                  | „Jag saknar dig ibland”  | Ingela „Pling” Forsman (t), Henrik Wikström (t/m), Bobby Ljunggren (m)                   | 18 249        | –             | 6       | Odpadli             |
| 8    | Eskobar                  | „Hallelujah New World”   | Daniel Bellqvist (t/m), Frederik Zäll (t/m), Robert Birming (t/m)                        | 11 672        | –             | 8       | Dzika karta Odpadli |

Legenda:
     Uczestnicy, którzy awansowali do finału
     Uczestnicy, którzy trafili do drugiej szansy

### Półfinał 4
Czwarty półfinał odbył się 1 marca 2008 w Telenor Arena w Karlskrona. Spośród ośmiu uczestników bezpośrednio do finału awansowały: Charlotte Perrelli z piosenką „Hero” oraz Linda Bengtzing z utworem „Hur svårt kan det va?”, a Sibel i Nordman ze swoimi kompozycjami trafili do dogrywki – drugiej szansy.
| L.p. | Artysta             | Piosenka                   | Tekst (t) / Muzyka (m) | Liczba głosów | Liczba głosów | Miejsce | Rezultat           |
| L.p. | Artysta             | Piosenka                   | Tekst (t) / Muzyka (m) | Runda 1       | Runda 2       | Miejsce | Rezultat           |
| ---- | ------------------- | -------------------------- | --- | ------------- | ------------- | ------- | ------------------ |
| 1    | Niklas Strömstedt   | „För många ord om kärlek”  | Niklas Strömstedt (t/m) | 13 067        | –             | 8       | Dzika karta Odpadł |
| 2    | Calaisa             | „If I Could”               | Pontus Assarsson (t/m), Jörgen Ringqvist (t/m), Lisa Troedsson-Lundin (t/m), Caisa Troedsson-Lundin (t/m), Anna Törnqvist (t/m), Malin Törnqvist (t/m) | 30 124        | 47 846        | 5       | Odpadli            |
| 3    | Daniel Mitsogiannis | „Pame”                     | Fredrik Kempe (t/m), Henrik Wikström (m) | 20 432        | –             | 7       | Odpadł             |
| 4    | Linda Bengtzing     | „Hur svårt kan det va?”    | Johan Fransson (t/m), Tobias Lundgren (t/m), Tim Larsson (t/m)                                                                                         | 53 813        | 70 571        | 2       | Finał              |
| 5    | Nordman             | „I lågornas sken”          | Lina Eriksson (t/m), Mårten Eriksson (t/m) | 39 019        | 58 673        | 4       | Druga szansa       |
| 6    | Sibel               | „That is Where I'll Go”    | Christian Antblad (t/m) | 46 289        | 59 030        | 3       | Druga szansa       |
| 7    | Fronda              | „Ingen mår så bra som jag” | Sebastian Fronda (t/m), Thomas Thörnholm (t/m), Michael Clauss (t/m)                                                                                   | 25 234        | –             | 6       | Odpadł             |
| 8    | Charlotte Perrelli  | „Hero”                     | Fredrik Kempe (t/m), Bobby Ljunggren (m) | 98 666        | 137 738       | 1       | Finał              |

Legenda:
     Uczestnicy, którzy awansowali do finału
     Uczestnicy, którzy trafili do drugiej szansy

## Druga szansa
Dogrywka – druga szansa odbyła się 8 marca 2008 w Arena Arctica w Kiruna. Do finału ostatecznie udało się awansować zespołowi Nordman z piosenką „I lågornas sken” oraz Sibel z utworem „That is Where I'll Go”.
| Półfinał | Artysta              | Piosenka                | Tekst (t) / Muzyka (m)                                                                            | Duet |
| -------- | -------------------- | ----------------------- | ------------------------------------------------------------------------------------------------- | ---- |
| 1        | E-Type i The Poodles | „Line of Fire”          | Martin Eriksson (t/m), Jakob Samuelsson (t/m)                                                     | 1    |
| 1        | Suzzie Tapper        | „Visst finns mirakel”   | Suzzie Tapper (t), Amir Aly (m), Maciel Numhauser (m), Robin Abrahamsson (m), Bobby Ljunggren (m) | 4    |
| 2        | Johnson i Häggkvist  | „One Love”              | Carola Häggkvist (t/m), Andreas Johnson (t/m), Peter Kvint (t/m)                                  | 3    |
| 2        | Ola                  | „Love in Stereo”        | Tony Nilsson (t/m), Mirja Breitholtz (t/m)                                                        | 2    |
| 3        | Caracola             | „Smiling in Love”       | Mattias Olsson (t), Angelica „Aja” Thelin (t), Magnus Lanner (t), Henrik Bie (m)                  | 2    |
| 3        | Thérèse Andersson    | „When You Need Me”      | Malin Eriksson (t), Jonas Sjöström (t), Pontus Hagberg (t/m)                                      | 4    |
| 4        | Sibel                | „That is Where I'll Go” | Christian Antblad (t/m)                                                                           | 1    |
| 4        | Nordman              | „I lågornas sken”       | Lina Eriksson (t/m), Mårten Eriksson (t/m)                                                        | 3    |

### Duety
|  |            |                                      |            |                                     |         |            |                               |         |  |  |                 |                 |                 |
|  | Runda 1    | Runda 1                              | Runda 1    |                                     |         | Runda 2    | Runda 2                       | Runda 2 |  |  | Zakwalifikowani | Zakwalifikowani | Zakwalifikowani |
|  | Runda 1    | Runda 1                              | Runda 1    |                                     |         | Runda 2    | Runda 2                       | Runda 2 |  |  | Zakwalifikowani | Zakwalifikowani | Zakwalifikowani |
|  |            |                                      |            |                                     |         |            |                               |         |  |  |                 |                 |                 |
|  |            |                                      |            |                                     |         |            |                               |         |  |  |                 |                 |                 |
|  | Półfinał 1 | E-Type i The Poodles „Line of Fire”  | 87 002     |                                     |         |            |                               |         |  |  |                 |                 |                 |
|  | Półfinał 1 | E-Type i The Poodles „Line of Fire”  | 87 002     |                                     |         |            |                               |         |  |  |                 |                 |                 |
|  | Półfinał 4 | Sibel „That is Where I'll Go”        | 103 077    |                                     |         |            |                               |         |  |  |                 |                 |                 |
|  | Półfinał 4 | Sibel „That is Where I'll Go”        | 103 077    |                                     |         | Półfinał 4 | Sibel „That is Where I'll Go” | 137 065 |  |  |                 |                 |                 |
|  |            |                                      |            |                                     |         | Półfinał 4 | Sibel „That is Where I'll Go” | 137 065 |  |  |                 |                 |                 |
|  |            |                                      | Półfinał 2 | Ola „Love in Stereo”                | 103 624 |            |                               |         |  |  |                 |                 |                 |
|  | Półfinał 2 | Ola „Love in Stereo”                 | Półfinał 2 | Ola „Love in Stereo”                | 103 624 | 78 477     |                               |         |  |  |                 |                 |                 |
|  | Półfinał 2 | Ola „Love in Stereo”                 |            |                                     |         |            |                               |         |  |  |                 |                 |                 |
|  | Półfinał 3 | Caracola „Smiling in Love”           | 51 038     |                                     |         |            |                               |         |  |  |                 |                 |                 |
|  | Półfinał 3 | Caracola „Smiling in Love”           | 51 038     |                                     |         | Półfinał 4 | Sibel „That is Where I'll Go” | Finał   |  |  |                 |                 |                 |
|  |            |                                      |            |                                     |         |            |                               |         |  |  |                 |                 |                 |
|  |            |                                      | Półfinał 4 | Nordman „I lågornas sken”           | Finał   |            |                               |         |  |  |                 |                 |                 |
|  | Półfinał 2 | Johnson i Häggkvist „One Love”       | Półfinał 4 | Nordman „I lågornas sken”           | Finał   | 202 353    |                               |         |  |  |                 |                 |                 |
|  | Półfinał 2 | Johnson i Häggkvist „One Love”       |            |                                     |         |            |                               |         |  |  |                 |                 |                 |
|  | Półfinał 4 | Nordman „I lågornas sken”            | 316 118    |                                     |         |            |                               |         |  |  |                 |                 |                 |
|  | Półfinał 4 | Nordman „I lågornas sken”            | 316 118    |                                     |         | Półfinał 4 | Nordman „I lågornas sken”     | 166 735 |  |  |                 |                 |                 |
|  |            |                                      |            |                                     |         | Półfinał 4 | Nordman „I lågornas sken”     | 166 735 |  |  |                 |                 |                 |
|  |            |                                      | Półfinał 1 | Suzzie Tapper „Visst finns mirakel” | 88 075  |            |                               |         |  |  |                 |                 |                 |
|  | Półfinał 3 | Thérèse Andersson „When You Need Me” | Półfinał 1 | Suzzie Tapper „Visst finns mirakel” | 88 075  | 57 335     |                               |         |  |  |                 |                 |                 |
|  | Półfinał 3 | Thérèse Andersson „When You Need Me” |            |                                     |         |            |                               |         |  |  |                 |                 |                 |
|  | Półfinał 1 | Suzzie Tapper „Visst finns mirakel”  | 73 120     |                                     |         |            |                               |         |  |  |                 |                 |                 |
|  | Półfinał 1 | Suzzie Tapper „Visst finns mirakel”  | 73 120     |                                     |         |            |                               |         |  |  |                 |                 |                 |

## Finał
Finał odbył się 15 marca 2008 w Globen w Sztokholmie. Ostatecznie zwyciężczynią preselekcji została Charlotte Perrelli z piosenką „Hero”, zdobywając w sumie 224 punkty.
| L.p. | Artysta              | Piosenka                | Tekst (t) / Muzyka (m)                                                                   | Liczba punktów | Liczba punktów | Liczba punktów | Miejsce |
| L.p. | Artysta              | Piosenka                | Tekst (t) / Muzyka (m)                                                                   | Jury           | Widzowie       | Razem          | Miejsce |
| ---- | -------------------- | ----------------------- | ---------------------------------------------------------------------------------------- | -------------- | -------------- | -------------- | ------- |
| 1    | Charlotte Perrelli   | „Hero”                  | Fredrik Kempe (t/m), Bobby Ljunggren (m)                                                 | 114            | 110            | 224            | 1       |
| 2    | Sibel                | „That is Where I'll Go” | Christian Antblad (t/m)                                                                  | 39             | –              | 39             | 7       |
| 3    | Rongedal             | „Just a Minute”         | Magnus Rongedal (t/m), Henrik Rongedal (t/m), Amir Aly (m), Henrik Wikström (m)          | 76             | 66             | 142            | 4       |
| 4    | Linda Bengtzing      | „Hur svårt kan det va?” | Johan Fransson (t/m), Tobias Lundgren (t/m), Tim Larsson (t/m)                           | 64             | –              | 64             | 5       |
| 5    | Christer Sjögren     | „I Love Europe”         | Ingela „Pling” Forsman (t), Torgny Söderberg (m), Magnus Johansson (m)                   | 1              | 22             | 23             | 9       |
| 6    | Amy Diamond          | „Thank You”             | Sandra Nordström (t/m), Mathias Venge (t/m), Peter Wennerberg (t/m)                      | 25             | 11             | 36             | 8       |
| 7    | Sanna Nielsen        | „Empty Room”            | Bobby Ljunggren (t/m), Aleena Gibson (t/m)                                               | 74             | 132            | 206            | 2       |
| 8    | Nordman              | „I lågornas sken”       | Lina Eriksson (t/m), Mårten Eriksson (t/m)                                               | 4              | 44             | 48             | 6       |
| 9    | Frida feat. Headline | „Upp o hoppa”           | Sam Persson (t), Anderz Wrethov (t/m), Frida Muranius (t/m)                              | 6              | –              | 6              | 10      |
| 10   | BWO                  | „Lay Your Love on Me”   | Alexander Bard (t/m), Anders Hansson (t/m), Bobby Ljunggren (t/m), Henrik Wikström (t/m) | 70             | 88             | 158            | 3       |

Legenda:
     Zdobywca pierwszego miejsca
     Zdobywca drugiego miejsca
     Zdobywca trzeciego miejsca

### Głosowanie
| Numer | Piosenka                | Örebro | Luleå | Falun | Karlstad | Umeå | Norrköping | Göteborg | Sundsvall | Växjö | Malmö | Sztokholm | Punkty jury | Audiotele/SMS | Audiotele/SMS | Audiotele/SMS | Razem | Miejsce |
| Numer | Piosenka                | Örebro | Luleå | Falun | Karlstad | Umeå | Norrköping | Göteborg | Sundsvall | Växjö | Malmö | Sztokholm | Punkty jury | Głosy         | %             | Punkty        | Razem | Miejsce |
| ----- | ----------------------- | ------ | ----- | ----- | -------- | ---- | ---------- | -------- | --------- | ----- | ----- | --------- | ----------- | ------------- | ------------- | ------------- | ----- | ------- |
| 1     | „Hero”                  | 12     | 12    | 12    | 12       | 12   | 4          | 6        | 12        | 10    | 10    | 12        | 114         | 397 907       | 16,5%         | 110           | 224   | 1       |
| 2     | „That is Where I'll Go” | 1      | 2     | 4     | 2        | 2    | 2          | 4        | 8         | 1     | 12    | 1         | 39          | 120 587       | 5%            | –             | 39    | 7       |
| 3     | „Just a Minute”         | 8      | 4     | 6     | 8        | 6    | 10         | 12       | 10        | 2     | –     | 10        | 76          | 273 521       | 11,5%         | 66            | 142   | 4       |
| 4     | „Hur svårt kan det va?” | 6      | 8     | 10    | 6        | 4    | 8          | –        | 4         | 4     | 8     | 6         | 64          | 115 321       | 4,8%          | –             | 64    | 5       |
| 5     | „I Love Europe”         | –      | –     | –     | –        | –    | –          | 1        | –         | –     | –     | –         | 1           | 228 674       | 9,5%          | 22            | 23    | 9       |
| 6     | „Thank You”             | 2      | 1     | 1     | –        | 1    | 1          | 10       | 1         | 6     | –     | 2         | 25          | 188 872       | 7,8%          | 11            | 36    | 8       |
| 7     | „Empty Room”            | 10     | 6     | 8     | 4        | 10   | 6          | –        | 6         | 12    | 4     | 8         | 74          | 449 419       | 18,7%         | 132           | 206   | 2       |
| 8     | „I lågornas sken”       | –      | –     | –     | 1        | –    | –          | 2        | –         | –     | 1     | –         | 4           | 233 467       | 9,7%          | 44            | 48    | 6       |
| 9     | „Upp o hoppa”           | –      | –     | –     | –        | –    | –          | –        | –         | –     | 6     | –         | 6           | 81 691        | 3,3%          | –             | 6     | 10      |
| 10    | „Lay Your Love on Me”   | 4      | 10    | 2     | 10       | 8    | 12         | 8        | 2         | 8     | 2     | 4         | 70          | 320 741       | 13,3%         | 88            | 158   | 3       |